# Palacio Municipal de Orizaba

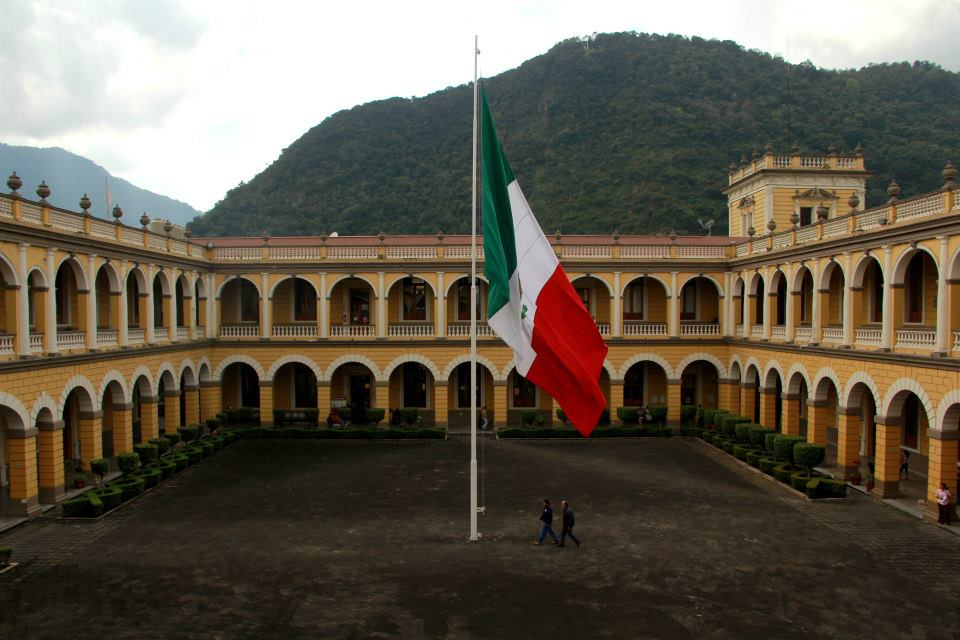
Innenhof des Palacio Municipal

Palacio Municipal de Orizaba ist die Bezeichnung für das Rathaus der mexikanischen Stadt Orizaba.

## Geschichte
Das im französischen Renaissance-Stil des Neoklassizismus errichtete Gebäude an der Avenida Colón Poniente, in dem sich das Rathaus heute befindet, wurde nach Plänen des Architekten Carlos Herrera y Terán entworfen und 1905 als Schule eröffnet.
Im Zuge der mexikanischen Revolution wurde es bis 1920 vom Bildungsministerium als Industrie- und Gewerbefachschule genutzt und diente anschließend der Arbeiterbildung. Aus dieser Zeit resultiert seine frühere Bezeichnung Centro Educativo Obrero.
1926 entwarf José Clemente Orozco das im Gebäude zu sehende Mural, das die mexikanische Revolution thematisiert.
Um die Jahreswende 1990/91 wurde das Rathaus von Orizaba von seinem bisherigen Standort, dem Palacio de Hierro, hierher verlegt. Die feierliche Eröffnung erfolgt am 7. Januar 1991 im Beisein des mexikanischen Präsidenten Carlos Salinas de Gortari. Seither ist es das größte Rathaus im mexikanischen Bundesstaat Veracruz und nicht einmal der Gouverneur des Bundesstaates verfügt über solchen Luxus.
Allerdings befindet sich das Gebäude mittlerweile in einem mangelhaften Zustand, der vor allem durch lange Zeit vernachlässigte Feuchtigkeitsschäden hervorgerufen wurde.